# Ulica Łaziebna w Szczecinie
Łaziebna, (niem. Kleine Wollweberstraße) – wąska uliczka stanowiąca łącznik pomiędzy Placem Orła Białego a ulicą Tkacką. W 1945 roku nadano jej nazwę ulicy Deszczowej, a po 1955 r. ulicy Łaziebnej. 

## Mała Tkacka
Jako „mała ulica /uliczka/ sukienników”, także „Mała Tkacka” (parva platea lanificum, 1345, lutteke wullenwewerstrate, 1501, 1514, kleine wulwewerstrate, 1564, Die Kleine Wollweber Strss, 1706, Kleine Wollwäber Straße, 1706, Kleine Wollweber Strss 1721,  Kleine Wollweber Strsse, 1811), ułatwiała mieszkańcom obu ulic zamieszkałych przez tkaczy dojście do sukiennic usytuowanych przy ówczesnym Targu Końskim.

Na początku XVIII wieku większa część zabudowań ulicy Małej Tkackiej uległa zniszczeniu w wyniku ostrzeliwania miasta przez sprzymierzone z Prusami wojska w sierpniu 1713 roku. Wiedzę o stanie zabudowy tej ulicy i podziale na poszczególne parcele w okresie wcześniejszym uzupełniają nam szkice do katastru szwedzkiego z 1706 roku. Informacja umieszczona na szkicu do katastru szwedzkiego oraz dodatkowo na planie miasta z 1721 roku informuje nas, że do obszaru ulicy Małej Tkackiej należały działki po stronie południowej od nr 288=b.n.=592=1 do 292=b.n.=724=5, oraz działki po stronie północnej od 263=b.n.=730=13 do 259=123=728=8. Według niektórych opracowań, których autorzy powołują się na publikacje H. Lemckego i C. Fredricha, obecna nazwa ma nawiązywać do istniejącej w północnej części ulicy łaźni będącej własnością kościoła Mariackiego. Dzisiaj wiemy z katastru szwedzkiego, że łaźnia ta mieściła się na narożniku ulicy Tkackiej i Placu Żołnierza Polskiego (Plac Żołnierza Polskiego nr 2).